# Slag bij Port Republic
De Slag bij Port Republic vond plaats op 9 juni 1862 in Rockingham County, Virginia tijdens de Amerikaanse Burgeroorlog. Deze slag was de bloedigste van de campagne van Jackson in de Shenandoahvallei. Samen met de Slag bij Cross Keys was dit de beslissende slag van de campagne. Daarna werden de Noordelijken gedwongen zich terug te trekken en kon Jackson het leger van Robert E. Lee versterken bij Richmond.

## Achtergrond

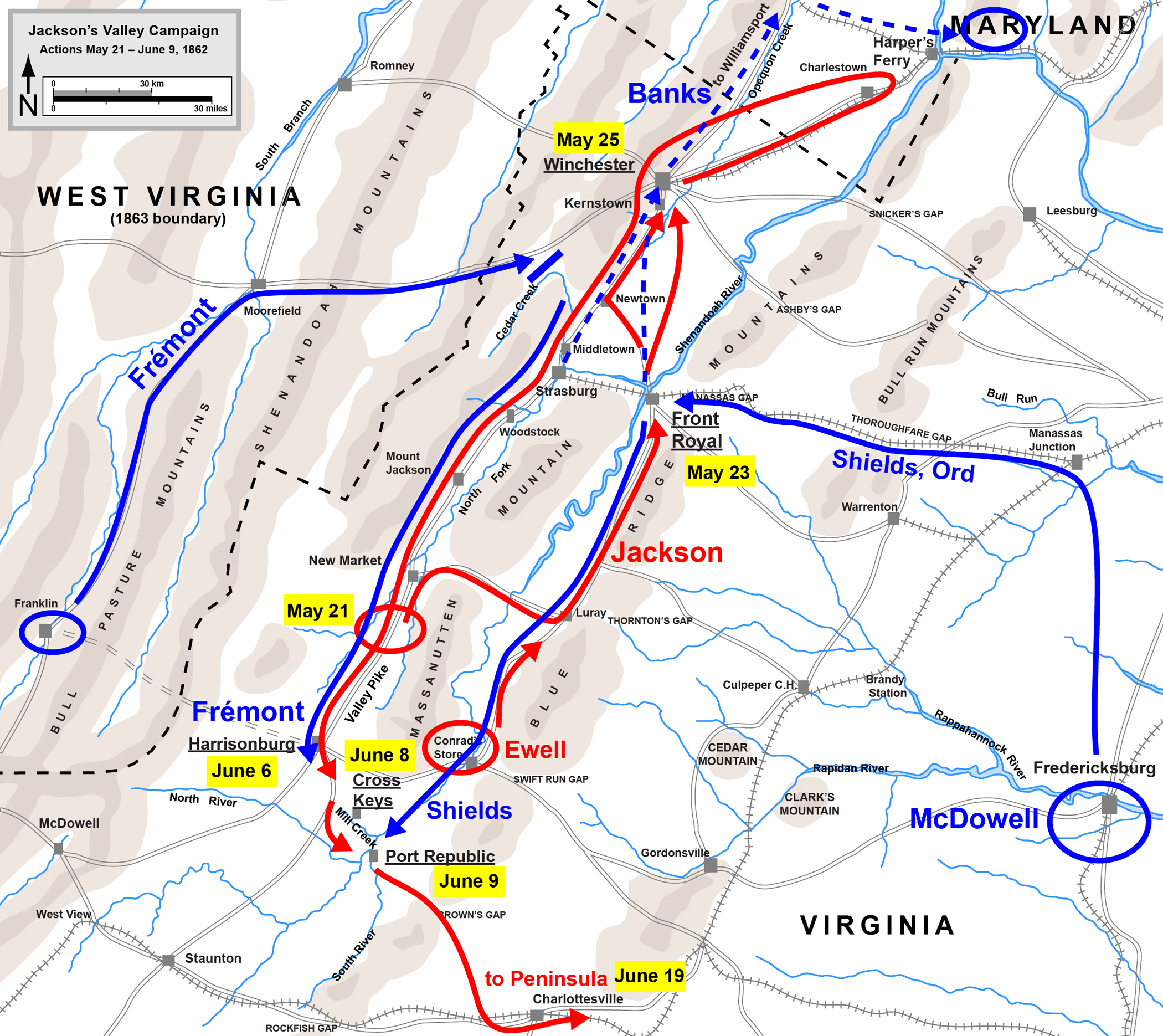
Jacksons campagne in de Shenandoahvallei: Front Royal tot Port Republic.

Tijdens de nacht van 8 op 9 juni werd de brigade onder brigadegeneraal Charles S. Winder teruggetrokken van zijn vooruitgeschoven positie bij Bogota. Hij sloot zich opnieuw aan bij het leger van Jackson in Port Republic. Zuidelijke genie bouwde een brug over de South Fork bij het stadje. Winders brigade moest de spits afbijten bij de aanval op de Noordelijken aan de overkant van de rivier. Eenheden onder Isaac Trimble en John M. Patoon, jr. zouden generaal-majoor John C. Frémont verder in het oog houden. Terwijl de rest van Ewells divisie de aanval van Winder zou ondersteunen.
De brigade van generaal Erastus B. Tyler sloot zich aan bij kolonel Samuel Carrolls brigade ten noorden van Lewiston. De rest van brigadegeneraal James Shields divisie strekte zich uit langs de modderige wegen tot in Luray. In de vroege ochtend van 9 juni marcheerde Tyler naar Lewiston. Zijn linkerflank verankerde hij bij Lewiston Coaling met een batterij Zijn slaglinie liep in westelijke richting langs Lewiston Lane naar de South Fork bij Lewis’s Mill. De rechterflank en het centrum werden versterkt door 16 kanonnen.

## De slag
Winders brigade stak de rivier over om 05.00u en stelde zich op voor de aanval in oostelijke richting. Winder stuurde twee regimenten (2nd Virginia en de 4th Virginia) naar de bossen om de Noordelijke linie te flankeren en de Coaling aan te vallen. Toen de hoofdmacht oprukte, kwam het onder zwaar vijandelijk vuur te liggen van een batterij. Zuidelijke batterijen werden naar voor gedirigeerd. Deze waren echter in de minderheid en moesten veiliger posities opzoeken. Ewells brigades werden met spoed over de rivier gestuurd. Jackson stuurde Taylors brigade naar voren om de twee omtrekkende regimenten te ondersteunen.
Winders brigade viel opnieuw aan met het Noordelijke centrum en rechterflank als doel. Opnieuw verloren ze veel manschappen. Generaal Tyler liet twee regimenten overkomen van de Coaling en zette de tegenaanval in. De Zuidelijken moesten meer dan een km terugtrekken. Ondertussen testten andere Zuidelijke regimenten de defensieve sterkte bij de Coaling. Ook zij moesten zich terugtrekken.
De tegenstand was sterker dan Jackson kon vermoeden. Daarom stuurde hij de laatste van Ewells manschappen over de rivier. Daarna werd de brug in brand gestoken. Deze manschappen versterkten Winders linie. Daarmee kon hij de Noordelijke tegenaanval stoppen. Taylors brigade bereikte een locatie in de bossen rond de Coaling. Ze vielen de vijandelijke positie aan, veroverden het en kregen vijf vijandelijke kanonnen in handen. Tyler zette zijn reserves in voor een onmiddellijke tegenaanval. Na zware gevechten werd het verloren terrein heroverd. Taylor verplaatste een regiment naar uiterst rechts om de Noordelijken te flankeren. Opnieuw stormden de Zuidelijke brigades naar voor om de Coaling in te nemen. De vijf buitgemaakte kanonnen werden gekeerd en ingezet tegen hun vroeger eigenaars. De Coaling werd veroverd door de Zuidelijken. Met het verlies van deze positie werden de Noordelijken gedwongen om zich terug te trekken. Rond 10.30 gaf Jackson het bevel tot een algemene opmars.
De brigade van William B. Taliaferro zette de achtervolging in. Langs de Luray Road nemen ze verschillende honderden vijanden gevangen. Het Zuidelijke leger bleef nu als enige over op het slagveld. Kort na de middag begon Frémonts leger zich op te stellen op de westelijke oever van de South Fork. Dit was echter te laat om Tyler enige steun te kunnen verlenen. Frémont keek hulpeloos toe hoe Tylers eenheden zich al vechtend terug trokken. Jackson hergroepeerde zijn leger bij Mount Vernon Furnace. Jackson verwachtte een aanval van Frémont de volgende dag. Tijdens de nacht trok Frémont zich echter terug naar Harrisonburg.

## Gevolgen
Na de Noordelijke nederlagen bij Cross Keys en Port Republic op 8 en 9 juni moesten de Noordelijke legers zich noodgedwongen terugtrekken. Jackson had de volledige controle over het hoger en middelste gedeelte van de Shenandoahvallei. Zijn leger kon nu het leger van Robert E. Lee versterken bij Richmond. Waar enige tijd later het tegenoffensief tegen McClellan zou ingezet worden.